# Beatrice Triangi
Beatrice Triangi, (née Antonia Beatrice Samek  le 6 mai 1868 à Brünn, morte le 28 avril 1940 à Vienne) est une personnalité excentrique viennoise  de l'entre-deux-guerres. Comtesse par son mariage, elle est ensuite devenue artiste de cabaret.

## Biographie
Antoina Beatrice Samek nait le 6 mai 1868 dans une famille de juifs aisés. Elle est la fille de Jakob Samek, fabricant de soie, et de son épouse Sophia. Elle fait un premier mariage en 1887 avec le fabricant Rindskopf. Après la séparation en 1894, elle fait changer son nom en Riedhorst et se convertit au catholicisme . Elle est de nouveau mariée de 1897 à 1899 à Ivan Dragulow, un homme d'affaires bulgare et adopte alors la confession orthodoxe. 
En 1903, elle fait un dernier mariage avec Albano Hugo Josef, comte Triangi, rédacteur en chef d'Österreichisch-ungarischen Betriebsbeamtenzeitung, de confession protestante, et elle change à nouveau de religion.
Après la mort de son époux en 1926, la « Triangi » devient chanteuse, danseuse, flûtiste et harmoniciste. Le peintre Christian Schad fait son portrait, intitulé Triglion, en 1926. 
Ses spectacles dans les cabarets attirent du public pour leur comique involontaire. Elle est aussi connue pour les procès en diffamation dans lesquels elle s'engage alors, impliquant souvent d'autres originaux viennois (de) tels que Ernst Winkler (de).
Au début de l'année 1940, elle est arrêtée par la Gestapo et meurt peu après à l'hôpital psychiatrique Am Steinhof (de).
Son neveu Victor Oliver von Samek, également artiste, est connu en tant que gendre de Churchill.